# Nederlands Artiestenelftal

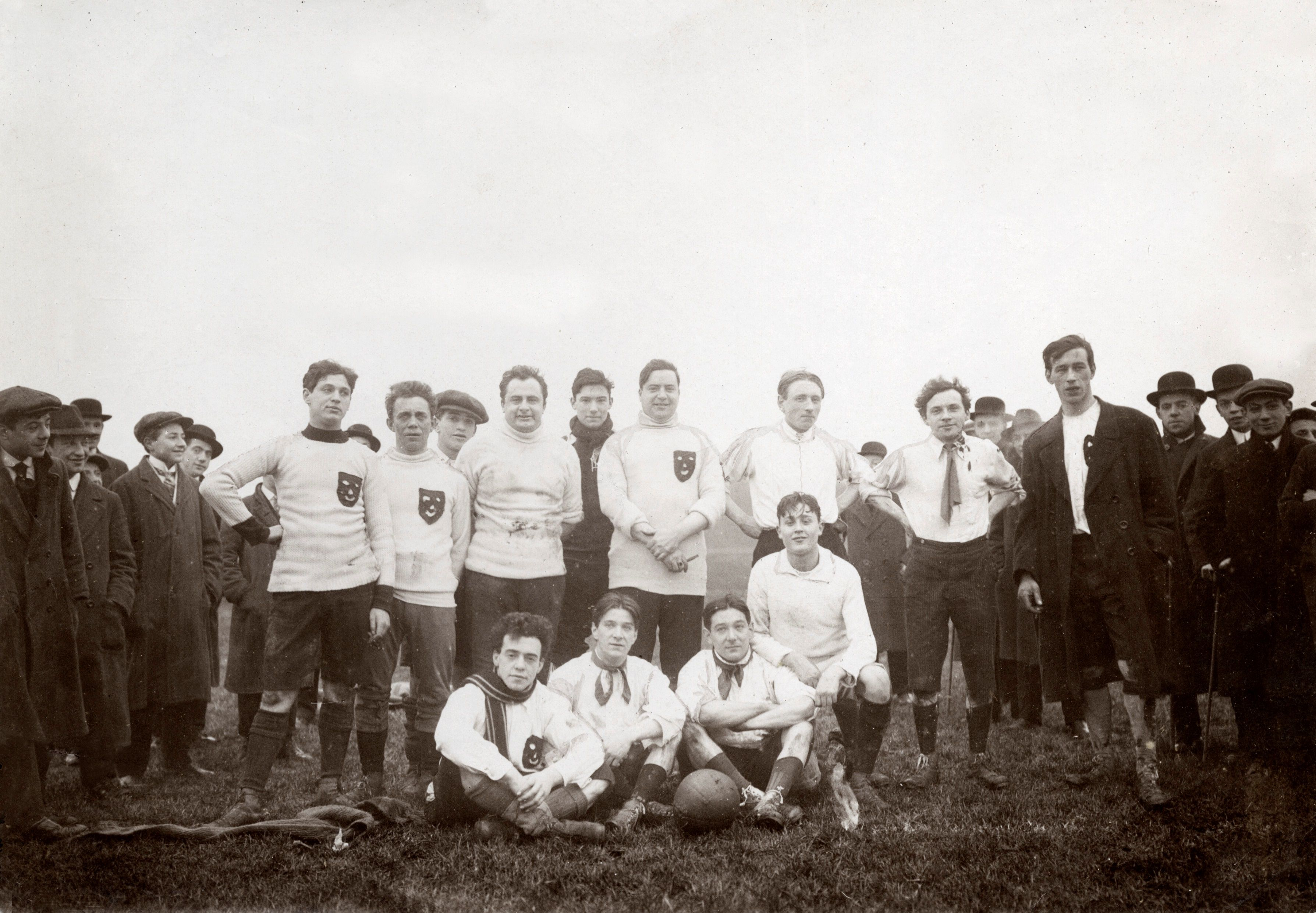
Artiesten-elftal in 1913

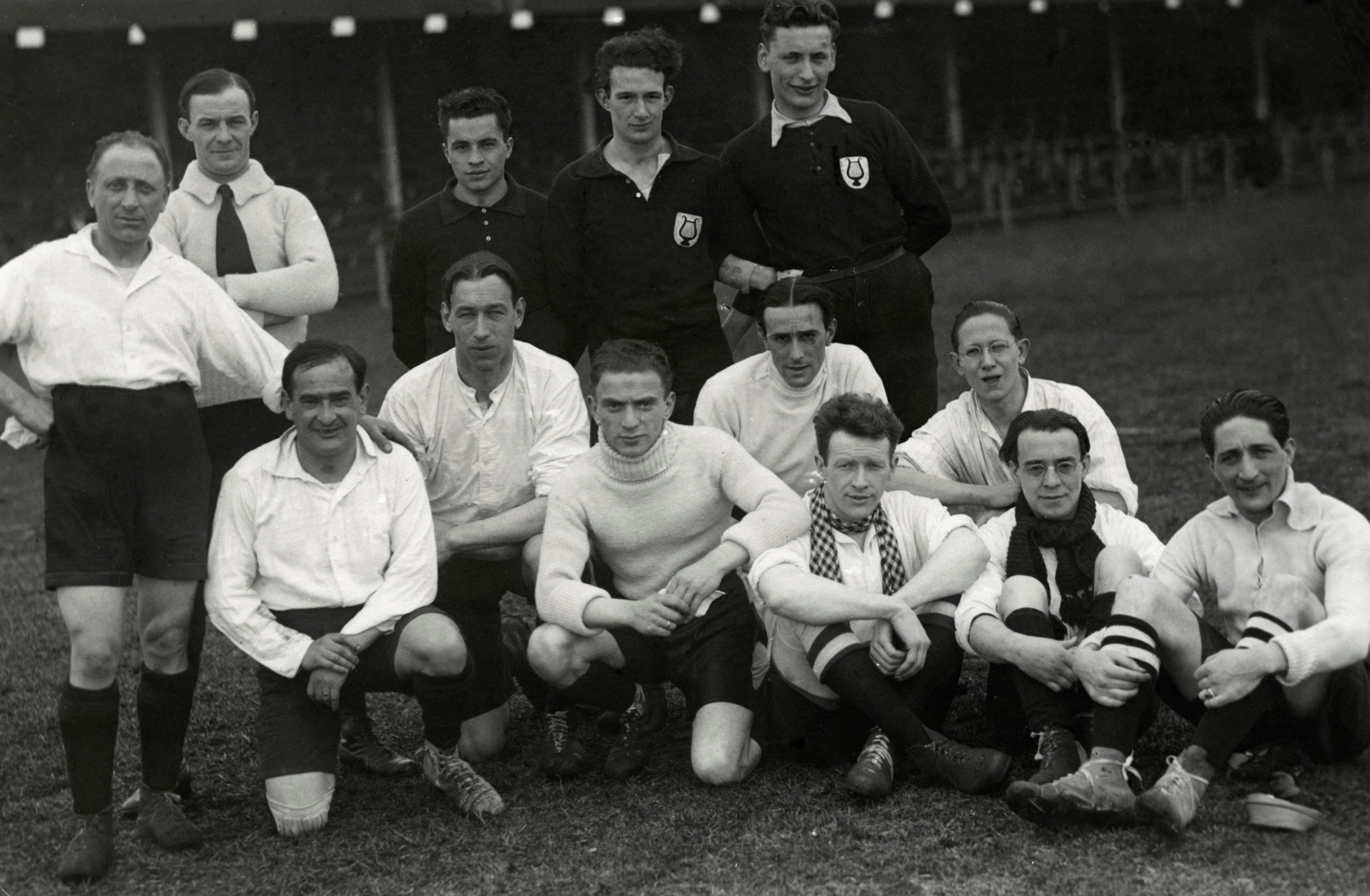
Artiesten-elftal in 1922

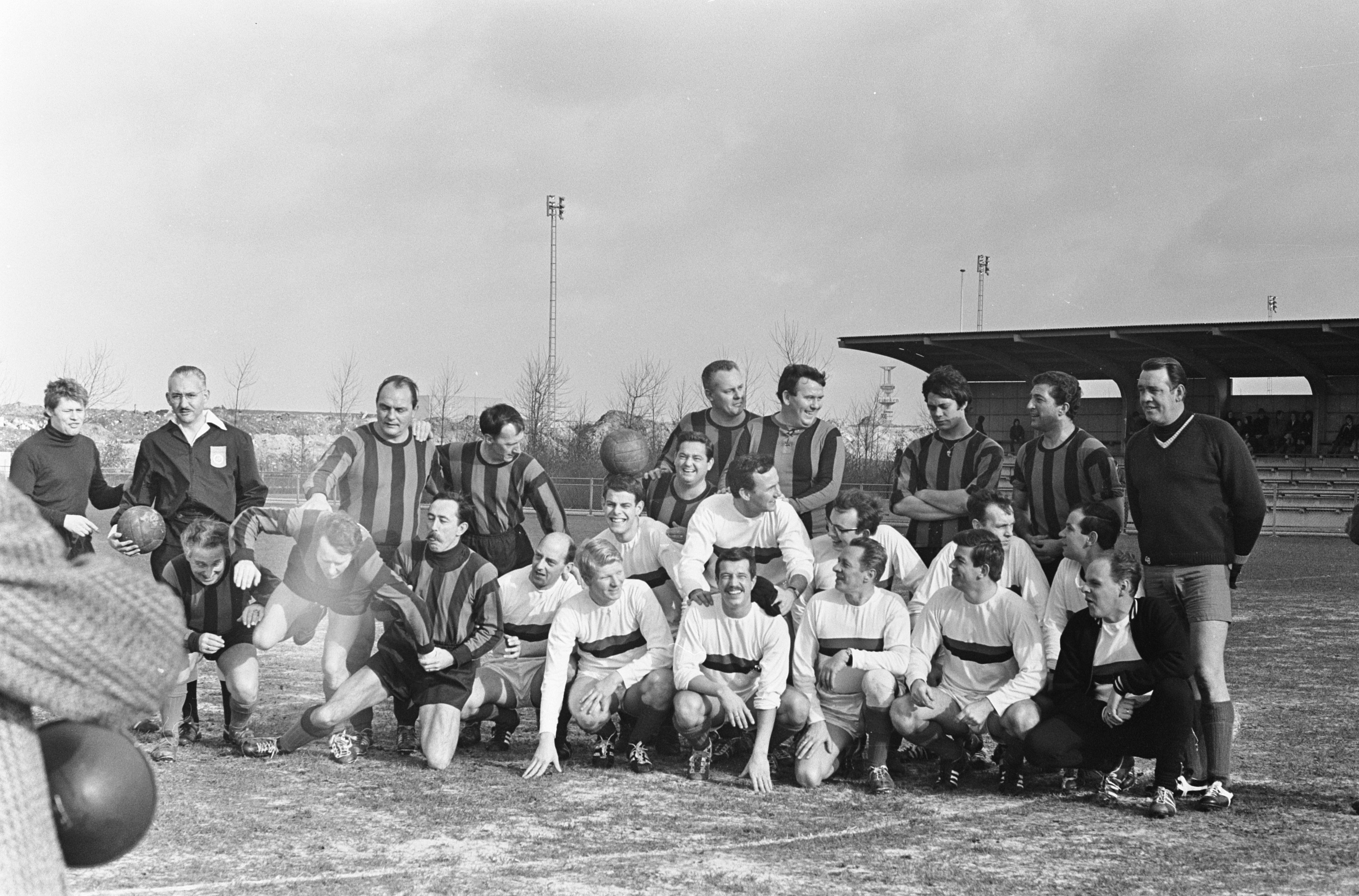
Artiesten-elftal (donkere shirts) in 1967

Het Nederlands Artiestenelftal was een voetbalelftal actief tussen 1958 en 1980 bestaande uit verschillende bekende artiesten. Soms speelden profvoetballers mee om extra publiek te trekken. 
Het voetbalelftal speelde op diverse plaatsen binnen- en buitenwedstrijden voornamelijk tegen amateurclubs maar ook tegen gelegenheidselftallen van bekende Nederlanders of journalistenteams om geld in te zamelen voor verschillende fondsen en stichtingen. De voetbalwedstrijden werden druk bezocht door het publiek. Het commentaar tijdens de wedstrijden werd in de jaren zeventig regelmatig verzorgd door Harry Touw. 

Zanger Joop de Knegt was in de periode 1958-1980 speler maar vooral organisator van het voetbalelftal en bracht de artiesten samen. 

## Deelnemende artiesten

### 1958 - 1970
Piet Bambergen, Pipo de Clown, Tobi Rix, Joop de Knegt, Rob de Nijs, Don Mercedes, Joop de Draver,  Joe Andy, Willy Alberti, Gert Timmerman, The Blue Diamonds, de Wama’s en anderen. 

### 1970 - 1980
André van Duin, The Berlusons, Ben Cramer, Oscar Harris, The Blue Diamonds, Ruud Schaap, Bram Biesterveld, Richard Ross, Tonny Alberti, Peppi en Kokki , Johnny Kraaijkamp en anderen.